# Jeruzalém: Rok v rozděleném městě
Jeruzalém: Rok v rozděleném městě (v originále Chroniques de Jérusalem) je komiksová cestopisná kniha kanadského autora Guye Delisleho. Originál je ve francouzštině a vydán byl v roce 2011. České vydání vzniklo v roce 2013 a vytvořila ho Kateřina Reinischová.
Před vydáním knihy Jeruzalém: rok v rozděleném městě vydal autor ještě dvě další komiksové cestopisné knihy a to Barma – Na cestách s Lékaři bez hranic po Myanmaru (2007) a Pchjongjang – Výlet do Severní Koreje (2003).

## Děj
Kniha je cestopis a zpracovává zážitky samotného autora. Ten strávil v Izraeli rok života se svou rodinou, která se do Izraele přestěhovala v srpnu 2008 kvůli práci autorovy manželky, která pracuje pro Lékaře bez Hranic. Hlavním tématem knihy je přiblížení vztahů Izraelců a Palestinců ve státě Izrael a zejména ve městě Jeruzalém, kde rodina autora přímo bydlela v arabské čtvrti Bejt Chanina.

## Ocenění
- Fauve d'Or: Prix du meilleur album.
- Prix Bédéis causa (Albéric-Bourgeois)
- Meilleur Album Reportage, Solliès-Ville 2012
- Prix littéraire des lycéens d'Ile-de-France 2013
- Prix Segalen des Lycéens d'Asie 2013
- Independent Publisher Book Awards Results - Graphic Novel 2013